# Nimloth (strom)
Nimloth je název mytického stromu, který se objevuje v dílech J.R.R. Tolkiena. Rostl během druhého věku Středozemě. Byl to Bílý strom, který byl darován Númenorejcům. Semenáček tohoto stromu byl zachráněn Elendilem a převezen do Gondoru. Tento stromek byl zasazen na vrcholu Minas Tirith (respektive tehdy ještě Minas Arnor) a je znám z trilogie Pán Prstenů.

## Původ
Na počátku věků Středozemi osvětlovaly dva velké sloupy - dvě velké lampy. Ty byly později zničeny Melkorem a jeho služebníky. Z padlých lamp později Yavanna vytvořila dva stromy - stříbrný Telperion a zlatý Laurelin. Také ty byly později zničeny - tentokrát Melkorem a pavoučicí Ungoliant. Jako obraz Telperionu však vyrostl Galathilion. Z jednoho z jeho semen vzešel Celeborn, který rostl vprostřed Tol Eressëi.

### Darování
Vztah mezi Númenorejci a elfy zůstal zachován i po Válce hněvu a konci prvního věku. Jedna z elfských lodí přivezla Númenorejcům semenáček stromu Celeborn a darovala ho Númenorejcům na znak přátelství mezi rasami. Ti ho zasadili ve svém hlavním městě Armenelosu. Není známo, kterému králi byl darován, pravděpodobně to ale bylo ještě během Šťastných let. Později se totiž vzájemné vztahy mezi elfy a lidmi zhoršovali až se tato plemena přestala navštěvovat úplně.

### Skácení
Nimloth rostl v hlavním městě a odrážel vztahy mezi elfy a lidmi. Pokud jim byl král Neumírajícím nakloněn, o strom se staral. V opačném případě nechával strom schnout. Númenorejci se během Temných roků odloučili od elfů, proto Strom chřadl. Až 25. král Tar-Palantír přátelství obnovil a vyřkl sudbu, že linie Númenorejců zanikne spolu s Nimlothem. A tak se i stalo. 27. a poslední král Númenoru, Ar-Pharazôn, dal strom stít na Sauronovu žádost a zanedlouho poté by Númenor zničen. (Více v článku o zkáze Númenoru). Elendil, pozdější král Arnoru a Gondoru, příslušník Věrných Númenorejců a potomek pánů z Andúnie, ale zachránil semenáček tohoto stromu a převezl ho do Středozemě. Tento byl později zasazen v Minas Tirith